# Cousimbert
Le Cousimbert est un sommet des Préalpes fribourgeoises.

## Géographie
Le Cousimbert est situé en Suisse, dans le canton de Fribourg, à l'est de la commune de La Roche. Son sommet s'élève à 1 632 mètres d'altitude. Au sommet est présent une croix ainsi qu'une table. Ce sommet est situé à moins de deux kilomètres de la Berra.

## Toponymie
Cousimbert se dit Käsenberg en allemand et Koujinbê  en patois fribourgeois.